# 안양9경
안양9경은 안양시에서 지정한 9개의 경관이다.

## 개요
안양9경은 2003년 안양시에서 각계 전문가 및 주민들의 의견수렴을 거쳐 선정한 안양관광명소 안양8경을 2021년에 기존의 삼막사 남녀근석을 제외하고, 안양천과 평촌1번가문화의거리를 추가하여 새롭게 안양9경으로 변경 지정한 것이다.

## 내용

### 제1경 - 안양예술공원
안양예술공원은 경기도 안양시 만안구 예술공원로 일대에 위치해있으며 1950~60년대 수도권 대표 관광지였던 안양유원지를 2005년 도입된 공공예술 프로젝트(APAP-Anyang Public Art Project)를 통해 역사와 문화, 그리고 예술이 공존하는 안양예술공원으로 재탄생시킨 것이다. 전시 및 박물관 시설과 50여점의 야외 미술작품, 그리고 다양한 문화재를 볼 수 있을 뿐만 아니라 개성 넘치는 카페와 맛집들이 여러분을 기다린다.

### 제2경 - 안양천
안양천은 경기도 안양시 동안구 안양천대로311번길 11 일대의 다채로운 수생식물과 동물, 그리고 철새들이 드나드는 명품 생태하천으로, 하천변을 따라 자전거 도로와 산책로가 조성된 도심 속 치유공간이다. 안양천과 학의천이 만나는 곳에는 쌍개울 광장이 조성되어 있고 안양천생태이야기관에서는 실내외 생태 체험학습 프로그램을 제공하고 있다.위에 다리는 도로다.징검다리도 있다.

### 제3경 - 평촌중앙공원
평촌중앙공원은 경기도 안양시 동안구 관평로 149에 위치하며 안양을 대표하는 공원으로 수만 그루의 나무와 조경 및 분수시설, 사계절 주제정원, 체육시설, 공공예술작품 등이 조성된 복합 힐링공원이다. 연중 다채로운 행사·축제는 물론 수도권 최대의 벼룩시장이 운영되는 곳으로, ‘편안한 안양다움’을 느낄 수 있어 사람들의 발길이 끊이지 않고 있다. 

### 제4경 - 망해암일몰
망해암(望海庵)은 경기도 안양시 만안구 임곡로 245에 위치한 바다를 볼 수 있는 암자라는 뜻으로, 신라 원효대사가 창건하고 조선 순조 3년 정조대왕의 모친인 혜경궁 홍씨가 중건했다고 알려진 유서 깊은 사찰이다. 각박한 도시의 일상을 벗어나, 아름다운 서해바다 낙조를 감상하며 나만의 고즈넉한 시간을 가져볼 수 있다. 

### 제5경 - 안양1번가
안양1번가는 경기도 안양시 만안구 장내로139번길 7에 위치해있다. 1905년에 개통된 안양역을 중심으로 형성된 안양1번가는 대한민국을 대표하는 하이틴의 패션 성지로도 불린다. 쇼핑, 외식, 문화생활 등을 한꺼번에 즐길 수 있는 곳으로, 각종 행사 및 버스킹 공연이 펼쳐지기도 한다. 또한 전통 재래시장인 중앙시장이 인접해 있어 저렴한 가격에 다양한 음식과 쇼핑을 즐길 수 있다.

### 제6경 - 수리산성지(최경환 성인)
수리산 성지는 경기도 안양시 만안구 병목안로 394에 위치해 있다. 대한민국 두 번째 신부인 최양업의 아버지 최경환과 그의 부인 이성례가 안양 담배촌에 정착하여 교인들끼리 마을을 이루다가 기해박해 때(헌종5, 1839년) 모진 고문과 회유에 맞서 순교한 것을 기리는 순례지이다. 수리산의 수려한 자연경관을 담고 있는 이곳은 병목안과 담배촌의 오랜 역사와 문화를 고스란히 간직하고 있다.

### 제7경 - 평촌1번가문화의거리
범계역을 중심으로 형성된 평촌1번가 문화의거리는 연중 젊은 에너지가 넘쳐나는 곳이다. 신나는 버스킹 공연은 물론 수많은 음식점과 카페, 그리고 주점이 밀집되어 있어 전국적으로 손꼽히는 만남의 장소이다.

### 제8경 - 병목안시민공원
병목안시민공원은 경기도 안양시 만안구 병목안로 215에 위치하여 일제강점기부터 1980년대까지 철도용 자갈 채취를 위한 채석장 부지를 친환경적 휴식공간으로 탄생시킨 곳으로 인공폭포, 사계절 정원, 잔디광장, 어린이놀이터 등을 갖추고 있다. 또한 인근에는 수도권 피크닉 명소로 각광받고 있는 캠핑장, 글램핑장과 수리산 트레킹 코스가 연계되어 있어 가족 나들이 장소로 안성맞춤이다.
시민 휴식처로서의 수리산은 계절마다 독특한 특성과 함께 산림욕의 최적지로 손색이 없으며, 아이들과 함께 하는 산행 중 가장 상징 깊게 화면에 남는 곳은 바로 혼신을 다해 정성껏 쌓아 올린 석탑이 될 것이다.

### 제9경 - 만안교
만안교(萬安橋, 경기도 유형문화재 제38호)는 경기도 안양시 만안구 석천로211번길 5에 위치하고 조선 정조대왕이 아버지(사도 세자)의 능을 참배하러 갈 때, 불편한 임시 다리를 없애고 평소 백성들도 편히 이용할 수 있도록 만든 석조 다리다. 조선 후기 대표적인 무지개(아치형)돌다리인 만안교를 거닐어 보면 나도 모르게‘만 년 동안의 편안함(萬安)’을 느낄 수 있다.

## 같이 보기
- 관악산
- 삼막사
- 평촌중앙공원
- 만안교
- 수리산
- 안양예술공원
- 병목안시민공원
- 안양1번가